# 爵士可擴充硬碟
爵士可擴充硬碟（Jaz Drive）是美國埃美加（Iomega）公司利用硬碟技術制成的可移除儲存裝置。Jaz最初推出時只有500MB，到1990年代中期推出1GB容量的硬碟後，開始大受歡迎。有不少數碼輸出公司都愛使用，因為容量大之餘，速度也比當時的主要競爭對手磁光碟（MO）快數倍以上。到1990年代尾推出2GB版本，但由於當時一般電腦的硬碟已經超過10GB，加上CD-R及外接硬碟的普及，使體型龐大的Jaz disk不再受歡迎。

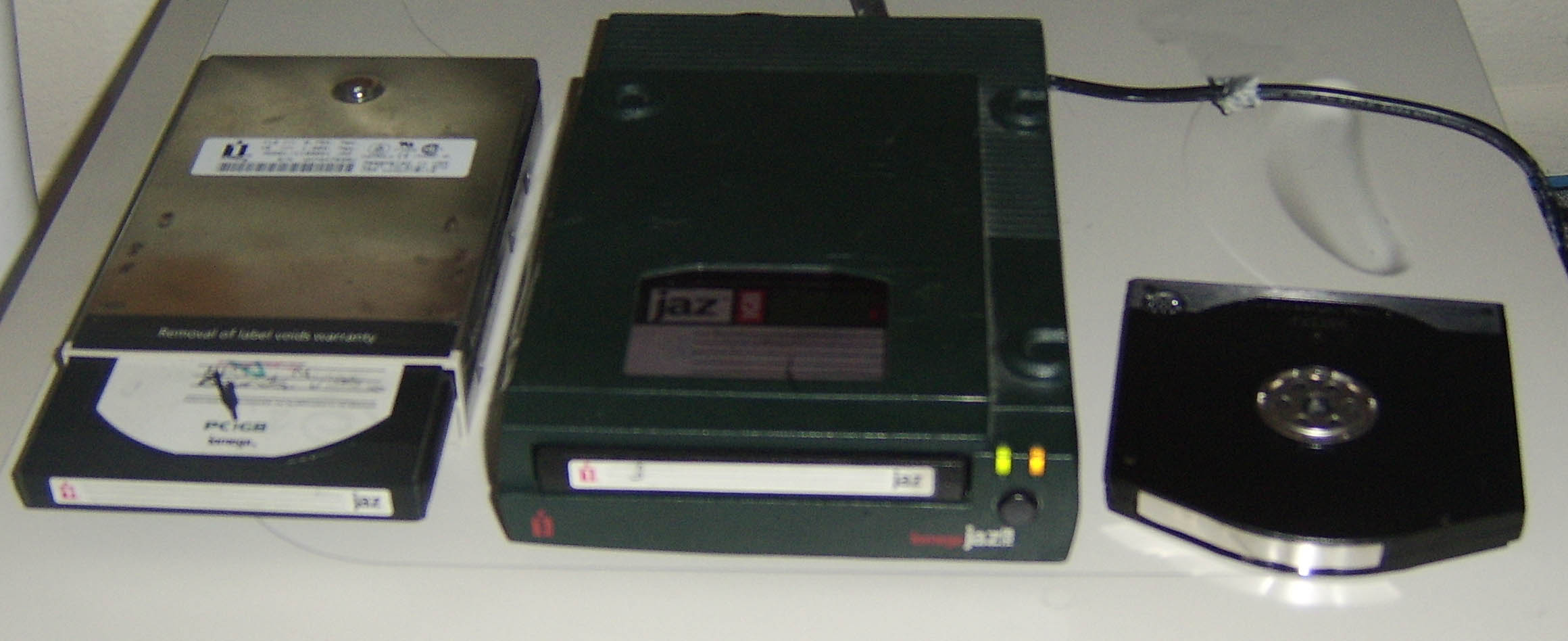
左起：內接式的1GB Jaz Drive、外接式的1GB Jaz Drive、1GB Jaz磁碟片

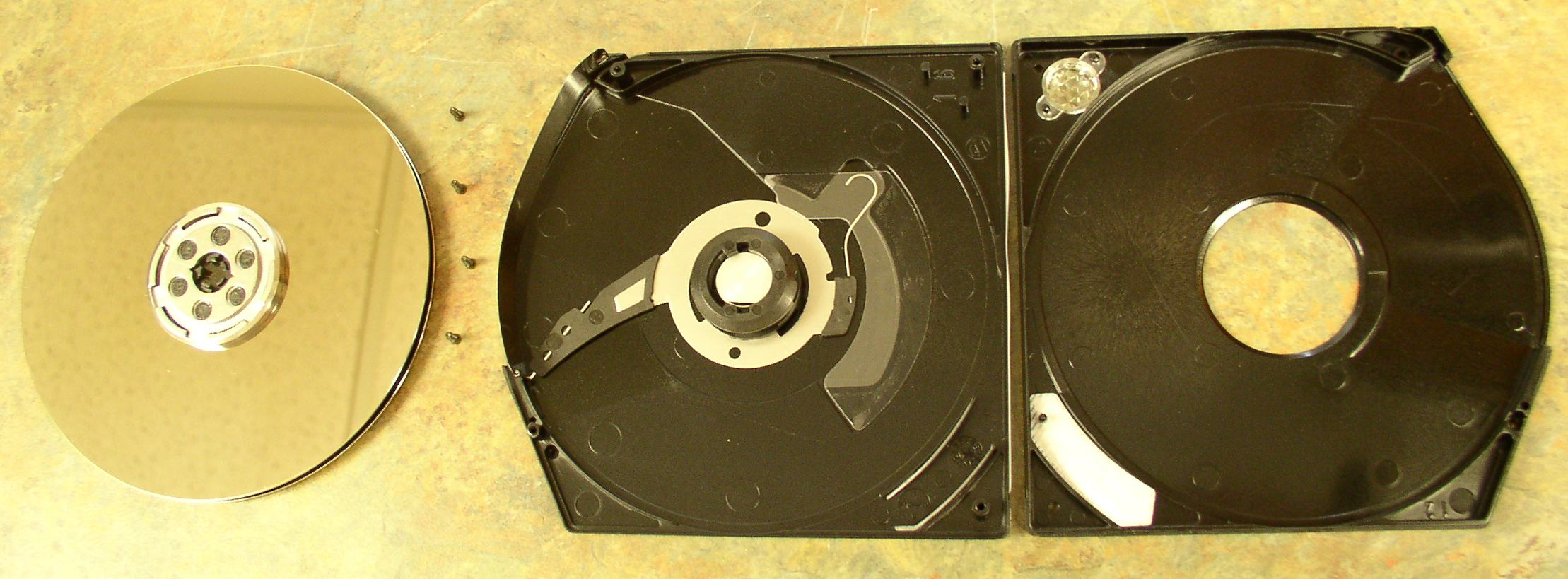
1GB Jaz磁碟片內部結構

Jaz Drive有內置式和外置式兩種，都必須要配合SCSI接口使用。後期的Jaz Drive曾提供小型的Parallel-SCSI轉換器，但在當時的Windows 98下很不穩定，所以並未有使Jaz Drive的銷量增加。

## 參看
- 極碟（Zip drive）
- 磁光碟（MO）